# Hear My Train A Comin'
Pistes de Blues (1994)
Electric Church Red House Born Under a Bad Sign
Pistes de Live at Woodstock
Message to Love
(2) Spanish Castle Magic
(4)
Hear My Train a Comin' est une chanson du chanteur et guitariste américain Jimi Hendrix. C'est une chanson blues qui puise dans ses racines en utilisant dans ses paroles une métaphore du train pour représenter le salut. Bien qu'il n'existe pas de version définitive enregistrée en studio, elle fait partie des chansons incontournables des concerts du guitariste.

## Analyse
Hear My Train A Comin', connue également sous le nom de Get My Heart Back Together, est l'une des nombreuses chansons de blues présentes dans le répertoire de Jimi Hendrix, comme Red House (inspirée d'Albert King). Ses paroles puisent aux racines des musiques spirituelles noires en reprenant un de leurs thèmes majeurs : le voyage en train comme symbole d'un départ vers la « Terre promise » (les États du Nord), c'est-à-dire une vie loin de l'esclavage (qui sévissait jusqu'en 1865) et de la ségrégation raciale (qui a duré jusqu'aux années 1960). Jimi Hendrix a toujours connu le racisme et continue de le subir, ce qui apporte plus d'émotions à ses interprétations.

## Enregistrements en studio
Jimi Hendrix a enregistré régulièrement en studio des versions de travail de Hear My Train A Comin' et certaines sont publiées sur divers albums posthumes au fil des années. L'enregistrement acoustique du 19 décembre 1967 est la première version studio à sortir en single dans le cadre du documentaire Experience en 1973. Elle sera publiée à nouveau en ouverture de l'album posthume Blues en 1994. L'enregistrement suivant, également acoustique, réalisé dans la chambre d'hôtel de Jimi sur magnétophone en mars 1968 apparait en 2010 dans la compilation posthume West Coast Seattle Boy: The Jimi Hendrix Anthology.
La version la plus ancienne de répétition de la chanson avec le groupe The Jimi Hendrix Experience publiée date du 17 février 1969 lors des sessions aux studios Olympic. Plusieurs prises ont lieu et c'est la première qui est choisie pour apparaitre dans le coffret The Jimi Hendrix Experience Box Set en 2000. L'enregistrement suivant utilisé date de la session du 7 avril 1969 au Record Plant toujours avec The Jimi Hendrix Experience. Cette version apparait dans l'album posthume Valleys of Neptune en 2010. Cet enregistrement avait auparavant été utilisé, par le producteur Alan Douglas (alors chargé du catalogue du guitariste de 1974 à 1995) sur le deuxième de ses albums controversés, Midnight Lightning. En effet, le producteur a retravaillé avec des musiciens de sessions (qui n'avaient jamais joué avec Hendrix) de nouvelles parties de guitares et de percussions et le remplacement de la basse de Noel Redding. Mais le résultat final sonne faux et désaccordé aux yeux des spécialistes et l'album n'a pas été réédité par la suite.
Deux jours plus tard, une autre prise de la chanson datant du 9 avril 1969 enregistrée toujours par The Jimi Hendrix Experience est utilisée pour l'album posthume Both Sides of the Sky en 2018. L'enregistrement le plus récent de la chanson connu date du 21 mai 1969 avec cette fois ci le bassiste Billy Cox et le batteur Buddy Miles avec qui ils formeront le Band of Gypsys quelques mois plus tard. Cette version apparait dans l'album posthume People, Hell and Angels en 2013.

## Parutions
Des enregistrements inédits de Hear My Train A Comin' continuent d'être publiés avec des rééditions Plusieurs enregistrements de concerts amateurs peuvent également être diffusés gratuitement sur le site officiel d'Experience Hendrix.

### En studio
- 19 décembre 1967 : single éponyme (1973) et Blues (1994)
- Mars 1968 dans la chambre d'hôtel de Jimi Hendrix à New York : West Coast Seattle Boy: The Jimi Hendrix Anthology (2010)
- 17 février 1969 aux studios Olympic à Londres : The Jimi Hendrix Experience Box Set (2000)[5] et Martin Scorsese Presents the Blues: Jimi Hendrix (2003)
- 7 avril 1969 au Record Plant Studios : Midnight Lightning (1975, version retravaillée avec des musiciens de sessions) et Valleys of Neptune (2010, version d'origine)
- 9 avril 1969 au Record Plant Studios : Both Sides of the Sky (2018)
- 21 mai 1969 au Record Plant Studios : People, Hell and Angels (2013)

### En concert
- 18 mai 1968 au Miami Pop Festival à Hallandale, Floride : Miami Pop Festival (publié en 2013)
- 10 octobre 1968 au Winterland Ballroom (second concert) à San Francisco : The Jimi Hendrix Concerts (publié en 1982, réédité en 2011 Winterland)
- 24 février 1969 au Royal Albert Hall à Londres : The Last Experience (2002, sous le nom de Gettin My Heart Back Together Again)
- 27 avril 1969 au Oakland Coliseum, Oakland, Californie : Live at the Oakland Coliseum (1998)
- 7 juillet 1969 dans l'émission The Dick Cavett Show à New York (Hendrix était accompagné par l'orchestre de l'émission dirigée par Bob Rosengarden)[16] : Jimi Hendrix: The Dick Cavett Show (2002 en vidéo)
- 18 août 1969 au festival de Woodstock à Bethel, New York : Woodstock 2 (1971 sous le nom de Get My Heart Back Together), Live at Woodstock (1999)
- 31 décembre 1969 au Fillmore East à New York (premier concert) : Band of Gypsys 2 (1986, retiré des ventes)[17],[18], Live at the Fillmore East (1999), Machine Gun: The Fillmore East First Show (2016) et Songs for Groovy Children: The Fillmore East Concerts (2019)
- 30 mai 1970 au Berkeley Community Theatre à Berkeley en Californie : Rainbow Bridge (1971), Blues (1994)
- 4 juillet 1970 au Atlanta International Pop Festival près de Macon, Géorgie : Stages (1991, non réédité), Freedom: Atlanta Pop Festival (2015)